# Three Legs of Man III
Le Three Legs Of Man III est un trimaran de 53 pieds construit par son skipper Nick Keig et l'architecte Kellsall en 1979 à l'île de Man.

## Palmarès
- 2e de la Transat anglaise 1980 (Ostar) dans la catégorie multicoques (18 jours 6 heures 14 s)

## Histoire

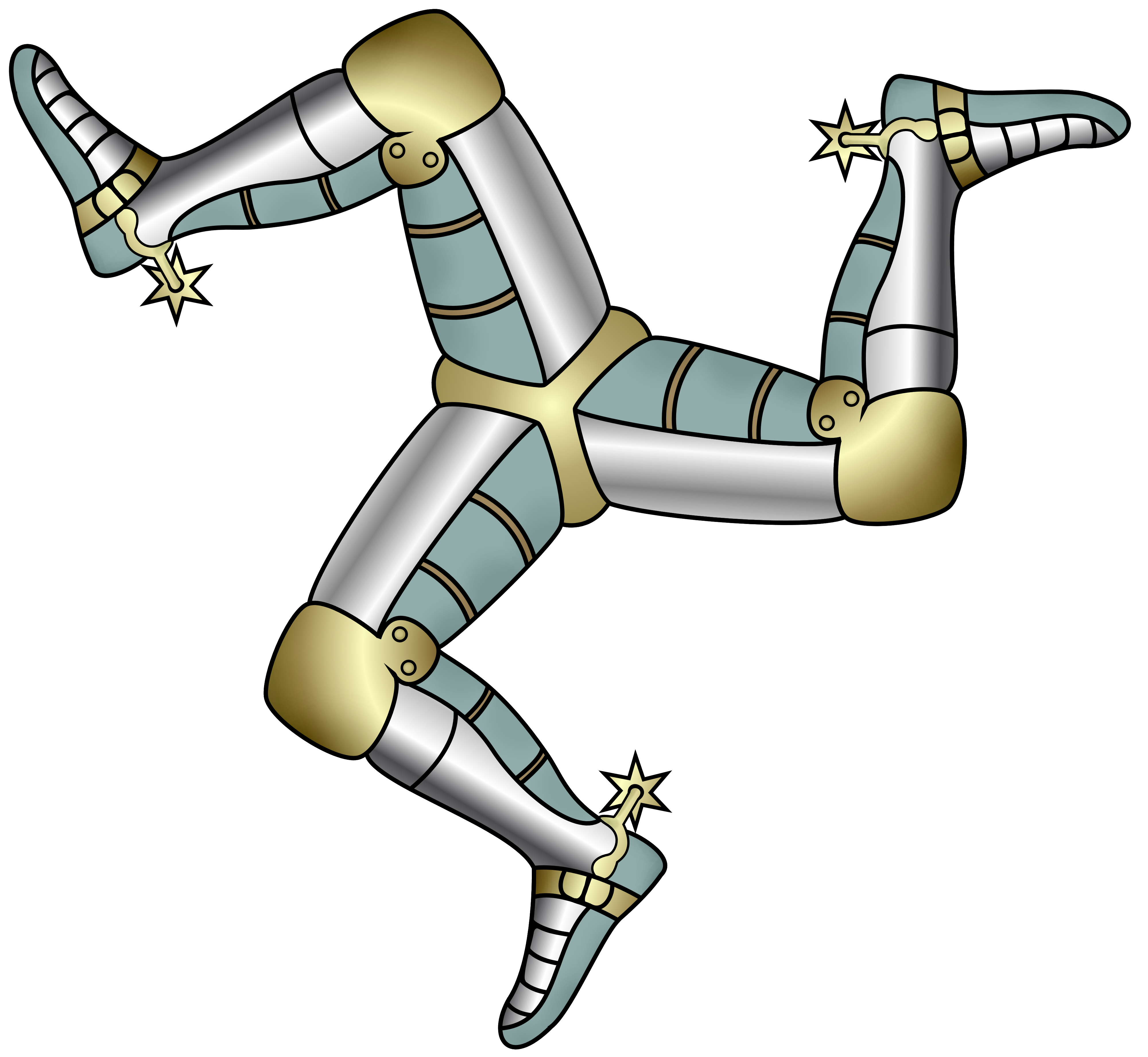
Emblème de l'île de Man

C'est le troisième bateau du nom, tiré du symbole ornant le drapeau de l'île de Man. Sa coque est en matériau composite, un sandwich fibre de verre/mousse polyester.
En 1981, il est rebaptisé Joss Caravanes pour tourner à l'Aber-Wrac'h Les Quarantièmes rugissants.
Il est refait à neuf en 1986. Il prend par la suite le nom de CTL, est brièvement exploité par le Centre nautique des Glénans en 1989, puis vendu à une succession de propriétaires privés français.